# Tiszaföldvár
Tiszaföldvár ist eine ungarische Kleinstadt im Kreis Kunszentmárton im Komitat Jász-Nagykun-Szolnok.

## Geografie
Tiszaföldvár erstreckt sich über eine Fläche von 80,34 km². Die Stadt liegt in der Region Észak-Alföld (Nördliche Große Tiefebene) am Mittellauf der Theiß und knapp 30 km südlich von Szolnok.

## Geschichte
Die erste schriftliche Erwähnung als Thyzafeudwar stammt aus dem Jahre 1467.
1642 wurde die erste kalvinistische Predigt gehalten und 1673 die erste kalvinistische Kirche gebaut.
1886 wurde Tiszaföldvár Kreissitz.

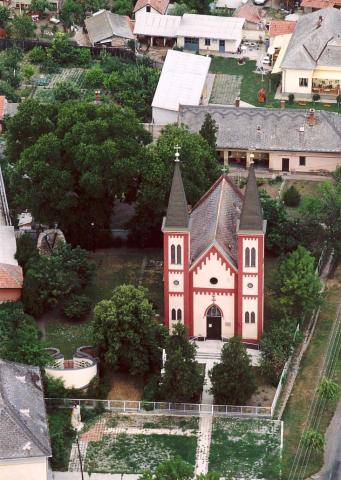
St. Stephankirche

Im Ersten Weltkrieg sind 313 Bürger der Stadt gefallen. Am 30. April 1919 wurde Főldvár von der rumänischen Armee besetzt und geplündert.
Zwischen dem 6. Oktober 1944 und dem 6. Jänner 1945 wurde der Ort mehrfach von den deutschen bzw. sowjetischen Truppen besetzt.
1950 wurde der Kreissitz von Főldvár nach Kunszentmárton verlegt.
Tiszaföldvár erhielt am 1. Jänner 1993 das Stadtrecht.

## Bevölkerung
2001 waren 99 % der Bevölkerung ungarisch, während 1 % angab, der Bevölkerungsgruppe Roma anzugehören.

## Verkehr
Der Ort liegt an der Landesstraße 442.

## Sehenswürdigkeiten
- Die reformierte Kirche: Der Barockbau wurde 1788 in der Regierungszeit von Joseph II. geweiht.
- Die evangelische Kirche: Der spät-klassizistische Bau wurde 1855 errichtet.
- Die St. Stephankirche
- Die Herz-Jesu-Kirche
- Tiszazugi Földrajzi Múzeum: Das Heimatmuseum in der Kossuth-Straße 101 wurde 2006 eröffnet.

- Tiszaföldvári Gyógyvizű Strandfürdő és Kemping: Das Strandbad mit Camping hat 71 °C warmes Heilwasser.

## Galerie

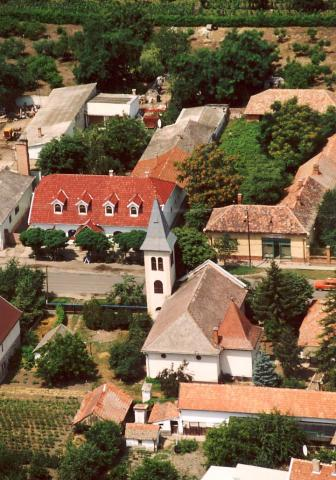
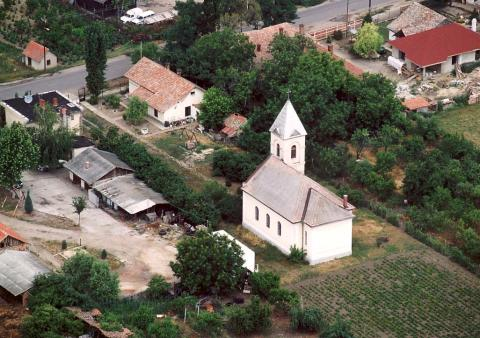

## Partnerstädte
- Polen: Mielec
- Deutschland: Gräfenberg
- Frankreich: Hérimoncourt
- Serbien: Bačko Gradište